# منتخب بريطانيا العظمى لكرة اليد للسيدات
منتخب بريطانيا العظمى لكرة اليد للسيدات (بالإنجليزية: Great Britain women's national handball team)‏ هو ممثل المملكة المتحدة الرسمي في المنافسات الدولية في كرة اليد للسيدات.

## المباريات
| السنة | تاريخ     | الخصم        | النتيجة | مكان                          | المسابقة             |
| ----- | --------- | ------------ | ------- | ----------------------------- | -------------------- |
| 2012  | 28 يوليو  | الجبل الأسود | 19–31   | صندوق النحاس، ستراتفورد، لندن | المجموعة الاولمبية أ |
| 2012  | 30 يوليو  | روسيا        | 16–37   | صندوق النحاس، ستراتفورد، لندن | المجموعة الاولمبية أ |
| 2012  | 1 أغسطس   | البرازيل     | 17–30   | صندوق النحاس، ستراتفورد، لندن | المجموعة الاولمبية أ |
| 2012  | 3 أغسطس   | أنجولا       | 25–31   | صندوق النحاس، ستراتفورد، لندن | المجموعة الاولمبية أ |
| 2012  | 5 أغسطس   | كرواتيا      | 14–37   | صندوق النحاس، ستراتفورد، لندن | المجموعة الاولمبية أ |
| 2015  | 29 نوفمبر | جزر فارو     | 16–31   | تورشافن، جزر فارو             | ودي                  |
| 2015  | 30 نوفمبر | جزر فارو     | 18–24   | تورشافن، جزر فارو             | ودي                  |
| 2016  | 25 نوفمبر | بلجيكا       | 31–36   | إدنبره، المملكة المتحدة       | ودي                  |
| 2016  | 26 نوفمبر | بلجيكا       | 18–37   | إدنبره، المملكة المتحدة       | ودي                  |
| 2017  | 18 مارس   | بلجيكا       | 24–33   | أنتويرب، بلجيكا               | ودي                  |
| 2017  | 19 مارس   | بلجيكا       | 30–30   | أنتويرب، بلجيكا               | ودي                  |